# −2
在數學中，負二是距離原點兩個單位的負整數，记作−2或−2，是2的加法逆元或相反數，介於−3與−1之間，亦是最大的負偶數。除了少數探討整環質元素的情況外，一般不會將負二視為質數。
負二有時會做為冪次表達平方倒數，用於國際單位制基本單位的表示法中，如m s-2。此外，在部份領域如軟體設計，負一通常會作為函數的無效回傳值，類似地負二有時也會用於表達除負一外的其他無效情況，例如在整數數列線上大全中，負一作為不存在、負二作為此解是无穷。

## 性質
- 負二為第二大的負整數[11][12]。最大的負整數為負一。因此部分量表會使用負二作為僅次於負一的分數或權重。[13]
- 負二為負數中最大的偶數，同時也是負數中最大的單偶數（日语：単偶数）。
- 負二為格萊舍χ數（OEIS數列A002171）[14]
- 負二為第6個擴充貝爾數[15]（complementary Bell number，或稱Rao Uppuluri-Carpenter numbers ）（OEIS數列A000587），前一個是1後一個是-9。[16]
- 負二為最大的殭屍數[17]，即位數和（首位含負號）的平方與自身的和大於零的負數[17]。前一個為-3（OEIS數列A328933）。所有負數中，只有26個整數有此種性質[17]。
- 負二為最大能使{\displaystyle \tan n>\left|n\right|}的負整數[18]。
- 負二能使二次域{\displaystyle \mathbb {Q} [{\sqrt {d}}]}的類数為1，亦即其整數環為唯一分解整環[註 1][19]。而根據史塔克-黑格纳理論（英语：Stark–Heegner theorem），有此性質的負數只有9個[20][21][22]，其對應的自然數稱為黑格纳数[23]。
  - 此外負二也能使二次域{\displaystyle \mathbb {Q} [{\sqrt {d}}]}成為簡單歐幾里得整環（simply Euclidean fields，或稱歐幾里得範數整環，Norm-Euclidean fields）[24]。有此性質的負數只有-11, -7, -3, -2, -1（OEIS數列A048981）[25]。若放寬條件，則負十五也能列入[26][27]。
- 負二為從1開始使用加法、減法或乘法在2步內無法達到的最大負數[28]。1步內無法達到的最大負數是負一、3步內無法達到的最大負數是負四（OEIS數列A229686）[28]。這個問題為直線問題（英语：straight-line program）與加法、減法和乘法的結合[29]，其透過整數的運算難度對NP = P與否在代數上進行探討[30]。
- 負二為2階的埃尔米特数（英语：Hermite number）[31]，即{\displaystyle H_{2}=H_{2}(0)=-2\,}[32]。
  - 同時，負二也是唯一一個素的[註 2]埃尔米特数。[33]
- {\displaystyle {{2!}-{{2}^{2}}}=-2}[34]，同時滿足{\displaystyle \left|n\right|!-n^{2}=n}，即{\displaystyle \left|-2\right|!-(-2)^{2}=-2}。此外，{\displaystyle n!-2^{n}}當{\displaystyle n}為2和3時結果也為負二[35]。
- 負二能使k(k+1)(k+2)為三角形數[36]。所有整數只有9個數有此種性質[37]，而負二是有此種性質的最小整數。這9個整數分別為-2, -1, 0, 1, 4, 5, 9, 56和636（OEIS數列A165519）[37]。
- 負二為立方體下闭集合中欧拉示性数的最小值[38]。

### 負二的因數
負二的擁有的因數若負因數也列入計算則與二的因數（含負因數）相同，為-2、-1、1、2。根據定義一般不對負數進行質因數分解，雖然能將{\displaystyle -1}提出來計為{\displaystyle -1\times 2}，因此2可以視為負二的質因數，但不能作為負二的質因數分解結果。雖然不能對負二進行整數分解，由於負二是一個高斯整數，因此可以對負二進行高斯整數分解，結果為{\displaystyle i\times (1+i)^{2}}，其中{\displaystyle 1+i}為高斯質數、{\displaystyle i}為虛數單位。

### 負二的冪
負二的前幾次冪為 -2、4、-8、16、-32、64、-128 （OEIS數列A122803）正負震盪，其中正的部分為四的冪、負的部分與四的冪差負二倍，因此這種特性使得負二成為作為底數可以不使用負號、二補數等輔助方式表示全體實數的最大負數，並在1957年間有部分計算機採用負二為底之進位制的數字運算進行設計，類似地，使用2i則能表達複數。
負二的冪之和是一個发散几何级数。雖然其結果發散，但仍可以求得其廣義之和，其值為1/3。
{\displaystyle \sum _{k=0}^{n}(-2)^{k}} = 1 − 2 + 4 − 8 + …
若考慮几何级数的計算公式，則有：
{\displaystyle \sum _{k=0}^{\infty }ar^{k}={\frac {a}{1-r}}.}
在首項a = 1且公比r = −2時，上述公式的結果為1/3。然而這個級數應為發散級數，其前幾項的和為：
1, -1, 3, -5, 11, -21, 43, -85, 171, -341....（OEIS數列A077925）
這個級數雖然發散，然而歐拉對這個級數的結果給出了一個值，即1/3，而這個和稱為歐拉之和。

### 負二次冪
若一數的冪為負二次，則其可以視為平方的倒數，這個部分用於函數也適用，而日常生活中偶爾會用于表示不帶除號的單位，如加速度一般計為m/s2，而在國際單位制基本單位的表示法中也可以計為 m s-2。
而平方倒數中較常討論的議題包括對任意實數{\displaystyle n}而言，其平方倒數{\displaystyle n^{-2}}結果恆正、平方反比定律、网格湍流衰減以及巴塞尔问题。其中巴塞尔问题指的是自然數的負二次方和（平方倒數和）會收斂並趨近於{\textstyle {\frac {\pi ^{2}}{6}}}，即：
{\displaystyle \sum _{n=1}^{\infty }{n^{-2}}={1^{-2}}+{2^{-2}}+{3^{-2}}+\cdots ={1 \over 1^{2}}+{1 \over 2^{2}}+{1 \over 3^{2}}+\cdots ={\pi ^{2} \over 6}}
而這個值與黎曼ζ函數代入2的結果相同。
對任意實數而言，平方倒數的結果恆正。例如負二的平方倒數為四分之一。前幾個自然數的平方倒數為：
| 平方倒數               | 1 | 2                              | 3                                 | 4                               | 5                               | 6                                   | 7                               | 8                               | 9                                                        | 10                               |
| ---------------------- | - | ------------------------------ | --------------------------------- | ------------------------------- | ------------------------------- | ----------------------------------- | ------------------------------- | ------------------------------- | -------------------------------------------------------- | -------------------------------- |
| {\displaystyle x^{-2}} | 1 | {\displaystyle {\frac {1}{4}}} | {\displaystyle {\frac {1}{9}}}    | {\displaystyle {\frac {1}{16}}} | {\displaystyle {\frac {1}{25}}} | {\displaystyle {\frac {1}{36}}}     | {\displaystyle {\frac {1}{49}}} | {\displaystyle {\frac {1}{64}}} | {\displaystyle {\frac {1}{81}}}                          | {\displaystyle {\frac {1}{100}}} |
| {\displaystyle x^{-2}} | 1 | 0.25                           | {\displaystyle 0.{\overline {1}}} | 0.0625                          | 0.04                            | {\displaystyle 0.0{\overline {27}}} | 0.0204081632....                | 0.015625                        | {\displaystyle 0.0{\overline {1}}2345679{\overline {0}}} | 0.01                             |

### 負二的平方根
負二的平方根在定義虛數單位{\displaystyle i}滿足{\displaystyle {{i}^{2}}=-1}後可透過等式{\displaystyle {\sqrt {-x}}=\pm i{\sqrt {x}}}得出，而對負二而言，則為{\displaystyle {\sqrt {-2}}=\pm i{\sqrt {2}}}。而負二平方根的主值為{\displaystyle i{\sqrt {2}}}。

## 表示方法
負二通常以在2前方加入負號表示，通常稱為「負二」或大寫「負貳」，但不應讀作「減二」，而在某些場合中，會以「零下二」表達-2，例如在表達溫度時。
在二進制時，尤其是計算機運算，負數的表示通常會以二補數來表示，即將所有位數填上1，再向下減。此時，負二計為「......11111110(2)」，更具體的，4位元整數負二計為「1110(2)」；8位元整數負二計為「11111110(2)」；16位元整數負二計為「1111111111111110(2)」而在使用負號的表示法中，負二計為「-10(2)」。

## 在其他領域中
- 水星在地球上觀測的視星等平均約為負二等[75]，最大亮度則為−2.48等。[76]
- 時區UTC-2表示比协调世界时慢2小时[77]。
- 二(三氟甲基)硒（(CF3)2Se）的沸点为−2 °C。[78]

## 正負二
正負二（{\displaystyle \pm 2}）是透過正負號表達正二與負二的方式，其可以用來表示4的平方根或二次方程{\displaystyle x^{2}=4}的解，即{\displaystyle {\sqrt {4}}=\pm {2}}。正負二比負二更常出現於文化中，例如一些音樂創作或者紀錄片《±2℃》講述全球氣溫提升或降低兩度對環境可能造成的影響。